# Artūrs Dārznieks
Artūrs Dārznieks (ur. 20 kwietnia 1993 w Jēkabpils) – łotewski saneczkarz, olimpijczyk, medalista mistrzostw świata i mistrzostw Europy.

## Kariera
Pierwszy sukces w karierze osiągnął 29 listopada 2015 roku w Igls, kiedy zajął drugie miejsce w sztafecie w zawodach Pucharu Świata. W 2016 roku wystąpił na mistrzostwach Europy w Altenbergu, gdzie wspólnie z Elīzą Cauce, Andrisem i Jurisem Šicsem zdobył srebrny medal w konkurencji drużynowej.
Na igrzyskach olimpijskich w Pekinie w 2022 roku zajął 18. miejsce w rywalizacji jedynek.